# William Bronzoni
William Bronzoni (Bibbiano, 27 luglio 1927 – settembre 1987) è stato un calciatore italiano, di ruolo attaccante.

## Carriera
Centravanti, cominciò la carriera nel Parma a cavallo fra la Serie B e la Serie C. Con la maglia crociata ha segnato 79 reti; è ancora adesso il calciatore più prolifico di tutti i tempi in campionato per la squadra ducale.
Lasciata Parma la sua vena realizzativa non è calata.
Complessivamente ha disputato 106 partite in Serie B segnando 28 gol, e 252 partite in Serie C segnando 107 gol.
È il calciatore che ha realizzato più reti in campionato nella storia del Parma con 79 centri, davanti a Hernán Crespo con 72 reti.

## Palmarès
- Campionato italiano Serie C: 1

Livorno: 1954-1955